# Красиков, Николай Максимович
Никола́й Макси́мович Кра́сиков (12 мая 1924 — 11 ноября 1943) — гвардии лейтенант Рабоче-крестьянской Красной Армии, участник Великой Отечественной войны, Герой Советского Союза (1944).

## Биография
Родился 12 мая 1924 года в селе Куровщино. Окончил девять классов школы.
В 1941 году призван на службу в Рабоче-крестьянскую Красную Армию. В 1943 году окончил Саратовское танковое училище. С сентября того же года — на фронтах Великой Отечественной войны, командовал танком 48-го отдельного гвардейского тяжёлого танкового полка (5-го гвардейского танкового корпуса, 38-й армии, 1-го Украинского фронта). Отличился во время битвы за Днепр.
Во время боёв за расширение плацдарма на западном берегу Днепра в числе первых ворвался в село Лютеж Вышгородского района Киевской области Украинской ССР и уничтожил 1 танк, 2 артиллерийских орудий и несколько десятков солдат и офицеров противника. Во время боёв за населённый пункт Ново-Петровцы уничтожил 4 артиллерийских орудия и около 18 вражеских солдат и офицеров. Во время боя за Вышгород его экипаж уничтожил 3 артиллерийских орудия и около 25 вражеских солдат и офицеров. Попав в окружение, Н. М. Красиков не только сумел вывести свой танк из него, но и спас подбитый танк другой роты вместе с раненым командиром этой роты.
11 ноября 1943 года погиб в бою за Винницкие Ставы Киевской области. Похоронен в селе Марьяновка Васильковского района Киевской области Украины.

## Награды
Указом Президиума Верховного Совета СССР от 22 апреля 1944 года за «образцовое выполнение боевых заданий командования на фронте борьбы с немецкими захватчиками и проявленные при этом мужество и героизм» гвардии лейтенант Николай Красиков посмертно был удостоен звания Героя Советского Союза. Также был награждён орденами Ленина, Отечественной войны 2-й степени и Красной Звезды.

## Память
В честь Красикова названа школа в селе Шелемишево Скопинского района Рязанской области и установлена стела в Куровщино.

## Упоминание в культуре
- В игре War Thunder есть танк брата Николая  - Михаила Красикова, на котором последний вывел надпись "Месть за брата героя".